# Marco Antonio Muñoz Turnbull
Marco Antonio Muñoz Turnbull (Xalapa, Veracruz; 6 de agosto de 1914-Ciudad de México, 3 de enero de 2001) fue un político mexicano, miembro del Partido Revolucionario Institucional. Fue gobernador de Veracruz entre 1950 y 1956.

## Estudios
Recibió instrucción primaria en el establecimiento xalapeño de las maestras Ramos; después pasó a la Escuela Práctica Anexa a la Normal Veracruzana, donde finalizó esta etapa de su educación en 1928.
En la Escuela Preparatoria de Xalapa cursó estudios de segunda enseñanza y posteriormente ingresó en la Escuela de Derecho del Estado, donde se especializó en Derecho Obrero y Economía Política; obtuvo su título profesional a la edad de 21 años, en 1936.
En 1934, todavía siendo estudiante de Derecho, impartía clases de Civismo, Historia e Iniciación Filosófica en la Escuela Preparatoria, además actuaba como funcionario del Juzgado de Primera Instancia Penal, trabajos que continuó hasta 1935.

## Cargos públicos
A partir de 1936 ocupó el cargo de Defensor de Oficio, Agente del Ministerio Público, y Secretario de la Junta de Conciliación y Arbitraje;  en 1938 es llamado como Abogado Consulto y Jefe del Jurídico del Gobierno del Estado.  Dos años después fue designado Magistrado del Tribunal Superior de Justicia y meses posteriores fue presidente del mismo.
Paralelamente al ejercicio de los cargos mencionados siguió la práctica magisterial en la Escuela de Derecho y en la Universidad Obrera del Estado de Veracruz.
En el sexenio de Manuel Ávila Camacho, el secretario de Gobernación Miguel Alemán Valdés lo llamó para colaborar como Subjefe del Departamento de Gobierno y encargado de los amparos contra la citada Secretaría de 1941 a 1945. En este último año actuó como Secretario Auxiliar en la campaña presidencial de Miguel Alemán, siendo nombrado después Oficial Mayor de la Presidencia, puesto que no desempeñó por encontrarse al frente de la Oficialía Mayor de la Secretaría de Economía, a la que había sido llevado en 1946 por el entonces Secretario Antonio Ruiz Galindo.

## Participación

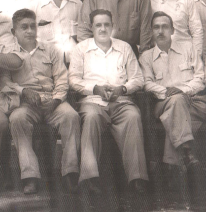
De izquierda a derecha Emilio Bustamante Aragón, Marco Antonio Muñoz Turnbull

En el sector Azucarero participó apoyando a la producción del campo en su mandato.  - Ingenio San Francisco, Lerdo de Tejada, Veracruz.